# Vithuvad häger
Vithuvad häger (Egretta novaehollandiae) är en fågel i familjen hägrar inom ordningen pelikanfåglar.

## Utseende och läte
Vithuvad häger är en liten, grå häger med vitt ansikte och ljusa ben. Ungfåglar saknar det vita i ansiktet, vilket gör att den lätt kan förväxlas med helgrå korallhäger, men denna har mer bastanta ben, mer enfärgat mörkgrå buk och hittas olikt vithuvad häger utmed klippiga kuster. När den störs utstöter den en stönande hostning.

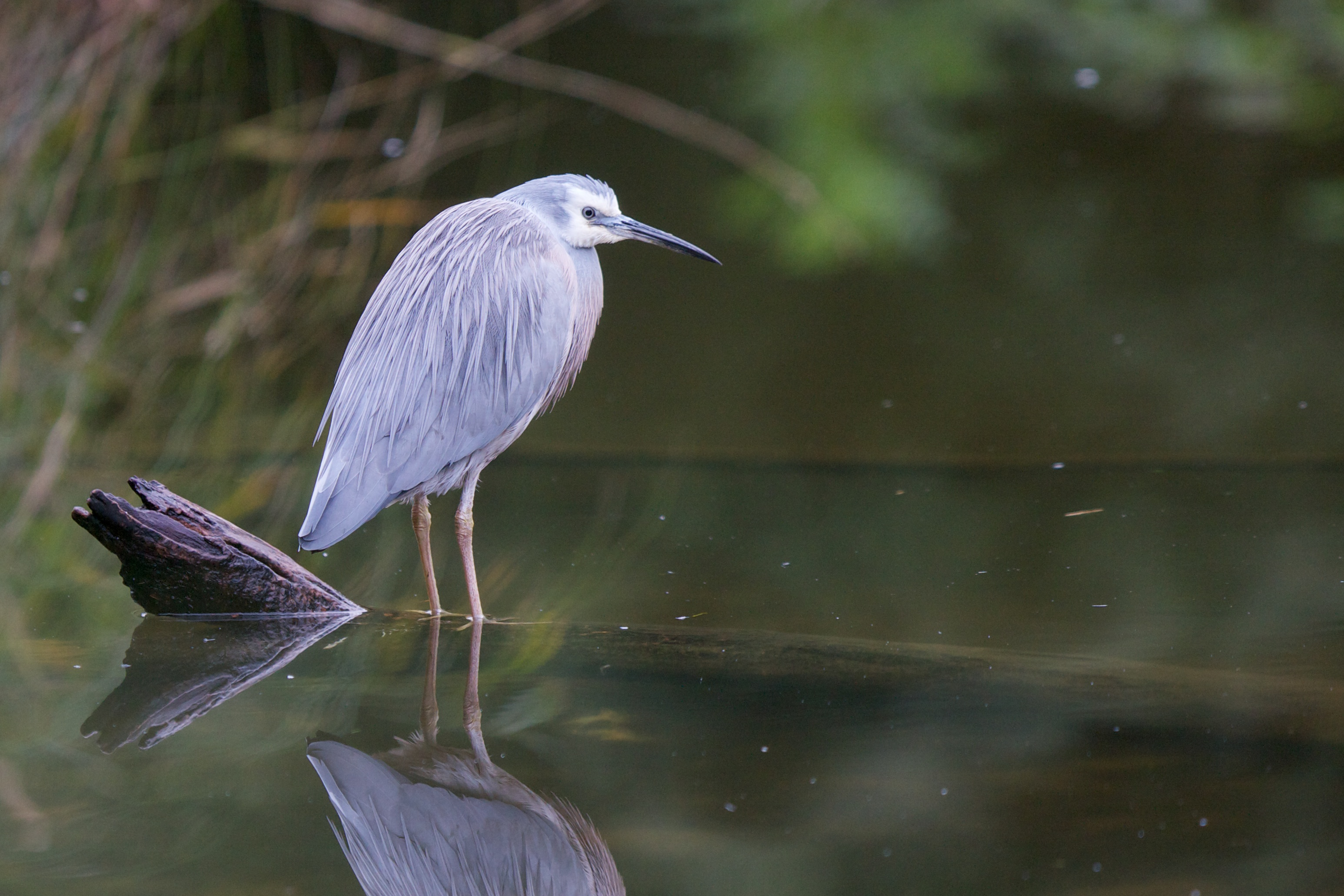

## Utbredning och systematik
Vithuvad häger förekommer från Indonesien till Australien och Nya Guinea. Den behandlas som monotypisk
eller delas in i två underarter med följande utbredning:
- Egretta novaehollandiae novaehollandiae – förekommer från södra Moluckerna och Små Sundaöarna genom södra Nya Guinea till Australien (utom i nordväst), Nya Zeeland och Nya Kaledonien; även Norfolkön, Lord Howeön, Chathamöarna och möjligen Julön
- Egretta novaehollandiae parryi – förekommer i nordvästra Australien

På senare tid har arten även etablerat sig på Tonga och Fiji i Stilla havet. Den sprider sig också vida omkring, med fynd i Salomonöarna, på Sulawesi och nyligen även i sydöstra Kina (Xiamen).

## Levnadssätt
Vithuvad häger är vanlig i våtmarker, parker och trädgårdar.

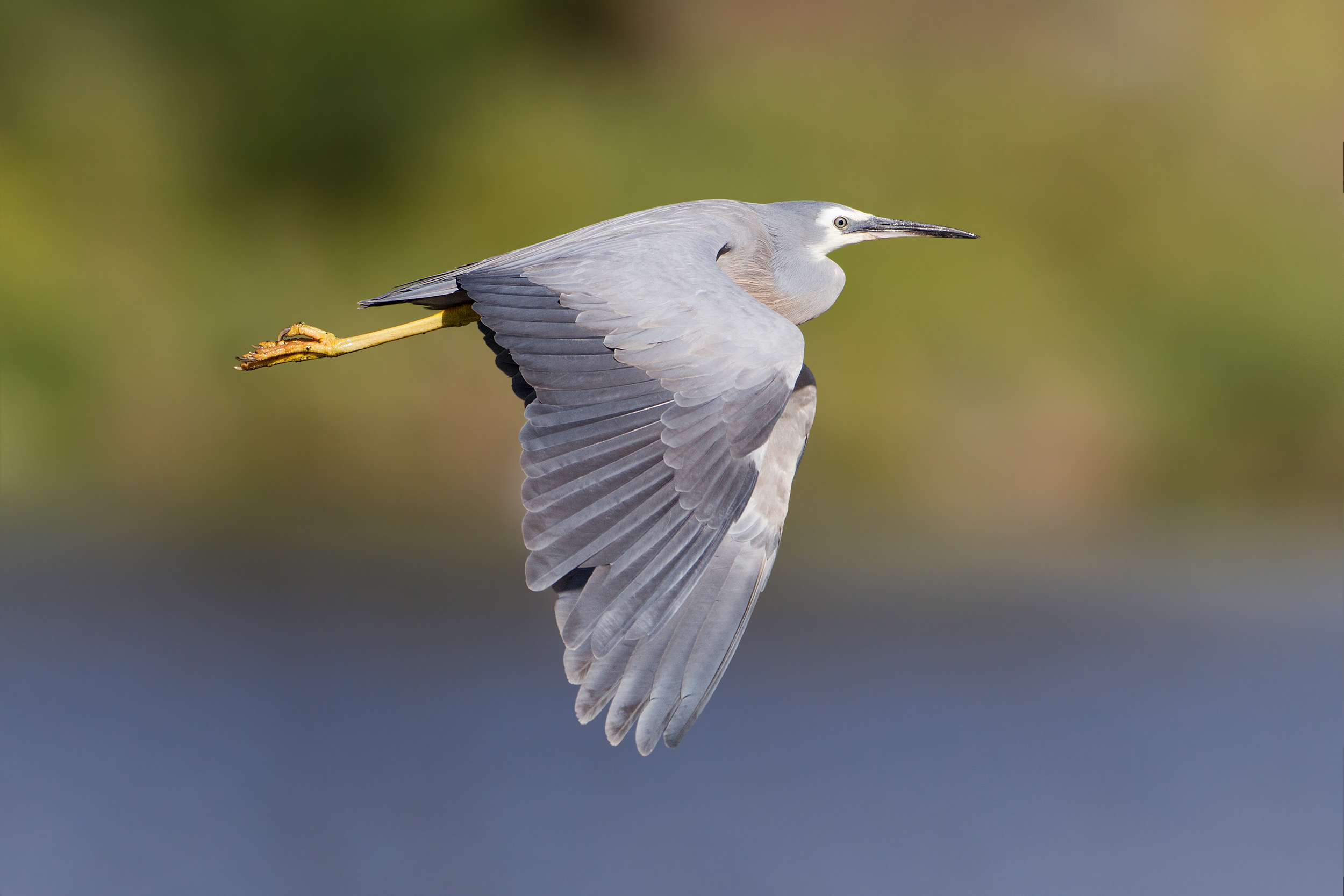

## Status och hot
Artens population har inte uppskattats och dess populationstrend är okänd, men utbredningsområdet är relativt stort. Internationella naturvårdsunionen IUCN anser inte att den är hotad och placerar den därför i kategorin livskraftig.